# اسلام‌هراسی

پرچم فرضی مسلمانان فاشیست

اسلام‌هراسی (به انگلیسی: Islamophobia) یا اسلام‌ستیزی به ترس، نفرت یا تبعیض علیه دین اسلام یا مسلمانان به‌طور کلی گفته می‌شود. به ویژه هنگامی که به عنوان یک نیروی ژئوپلتیک یا منبع تروریسم تلقی می‌شود.
جدال دربارهٔ معنی این واژه همچنان مورد بحث است و برخی آن را مشکل ساز می‌دانند. بسیاری از محققان اسلام هراسی را نوعی بیگانه هراسی یا نژادپرستی می‌دانند، اگرچه مشروعیت این تعریف مورد مناقشه است. برخی از محققان اسلام هراسی و نژادپرستی را تا حدی پدیده‌های همپوشانی می‌دانند، در حالی که برخی دیگر این رابطه را در درجه اول به این دلیل که دین یک نژاد نیست مورد مناقشه قرار می‌دهند. علل و ویژگی‌های اسلام هراسی نیز موضوعات مورد بحث است. برخی از مفسران افزایش اسلام هراسی ناشی از حملات ۱۱ سپتامبر، و ظهور دولت اسلامی عراق و شام و سایر حملات تروریستی در اروپا و ایالات متحده توسط افراط گرایان اسلامی را مطرح کرده‌اند. برخی آن را با افزایش حضور مسلمانان در ایالات متحده و اتحادیه اروپا مرتبط دانسته‌اند، در حالی که برخی دیگر آن را پاسخی برای ظهور هویت جهانی مسلمانان می‌دانند.
گروهی در پارلمان بریتانیا در سال ۲۰۱۸ اسلام‌هراسی را چنین تعریف می‌کند: «اسلام‌هراسی ریشه در نژادپرستی دارد و گونه‌ای از نژادپرستی است که جلوه‌های واقعی یا تصوری از مسلمانی را هدف می‌گیرد.»
سابقهٔ این اصطلاح به دهه ۱۹۸۰ بازمی‌گردد، اما پس از حملات ۱۱ سپتامبر ۲۰۰۱ استفادهٔ بیشتری از آن شده است.
مؤسسهٔ رانیمد تراست در انگلستان که به امر تبعیض و نفرت در این کشور می‌پردازد، در ۱۹۹۷ اسلام‌هراسی را ترس و نفرت از اسلام و بنابراین ترس و نفرت از همه مسلمانان تعریف کرد و ابراز داشت که این اصطلاح بر تبعیض و طرد مسلمانان از زندگی اقتصادی اجتماعی و عمومی کشور نیز دلالت دارد. همچنین اسلام‌هراسی در بردارنده این برداشت است که اسلام فاقد ارزش مشترک با دیگر فرهنگ‌هاست، در مقایسه با غرب در موقعیتی فرودست قرار دارد، و بیش از آنکه دین باشد، یک ایدئولوژی سیاسی است.

## منشأ و تعریف
اندیشکدهٔ رانیمید، پس از گزارشی که در سال ۱۹۹۴ دربارهٔ یهودستیزی منتشر کرد، در سال ۱۹۹۷سفارش تنظیم گزارشی را از وضعیت اسلام‌ستیزی در بریتانیا را به کمیسیونی به سرپرستی گوردون کان‌وی، معاون ریاست دانشگاه ساسکس، داد. این گزارش چند ماه بعد با عنوان «اسلام‌هراسی: چالشی برای همهٔ ما» به‌دست جک استرا، وزیر امور داخلی بریتانیا در آن زمان، منتشر شد.
این گزارش ۸ نشانه برای تفکر اسلام‌هراسانه برمی‌شمرد:
1. نگاه به اسلام به عنوان یک تکه سنگ، ایستا، و تغییرناپذیر
2. گاه به اسلام به عنوان چیزی جداگانه و «دیگری» که ارزشهایی مشترک با دیگر فرهنگها ندارد، از آنان تأثیر نمی‌گیرد و رویشان اثر نمی‌گذارد.
3. نگاهی که اسلام را پایین‌تر از غرب می‌بیند و آن را وحشی، غیرعقلانی، بدوی، و جنسیت‌زده می‌داند.
4. نگاهی که اسلام را خشن، تهاجمی، تهدیدآمیز، حامی تروریزم، و درگیر در نبرد تمدنها می‌داند.
5. نگاهی که اسلام را یک ایدئولوژی سیاسی می‌بیند که برای کسب برتری سیاسی با نظامی بکار می‌آید.
6. مردود دانستن فوری هرگونه نقدی که مسلمانان بر «غرب» می‌کنند.
7. وقتی خصومت با اسلام برای توجیه اعمال تبعیض‌آمیز علیه مسلمانان و جداکردنشان از بدنهٔ جامعه بکار رود.
8. وقتی خصومت ضد مسلمانان طبیعی و عادی دیده شود.

در سال ۲۰۱۸، گروهی همه حزبی در پارلمان بریتانیا با عنوان «گروه همه‌حزبی پارلمانی در امور مسلمانان بریتانیا» گزارشی به عنوان «تعریف اسلام‌هراسی» منتشر کرد. این گزارش اسلام‌هراسی را نوعی از نژادپرستی می‌داند که «جلوه‌های واقعی یا مفروض مسلمانی را هدف می‌گیرد.».
به گزارش ایرنا، «رامون گروسفوگل» دانشیار مطالعات نژادی در دانشگاه کالیفرنیا، اسلام هراسی را محصول تاریخ سلطه گرایی و منفعت‌طلبی‌های غرب دانست و اینگونه می‌گوید: «پس از آنکه جنگ سرد به پایان رسید و شوروی دچار فروپاشی شد، غربی‌ها، دشمن فرضی جدیدی را برای خود دست‌وپا کردند؛ یعنی داعش.»

### معنی
«اسلام» دینی آفرینش‌گرا، یکتاپرستانه و ابراهیمی است. و بر اساس فرهنگ لغت کمبریج، «فوبیا» عبارت است از «ترس یا بیزاری شدید از یک چیز یا موقعیت خاص، به ویژه آن چیزی که معقول نباشد».

## اصطلاحات
تعدادی دیگر از اصطلاحات برای اشاره به احساسات و گرایش‌های منفی در برابر اسلام و مسلمانان از قبیل ضداسلام‌گرایی، عدم تحمل مسلمانان، تعصب ضداسلامی، نفرت از مسلمانان، ضد گرایش به اسلام، مسلمان هراسی و اهریمن ماهیتی اسلام و مسلمانان، وجود دارند. در آلمان از دو واژه اسلام‌هراسی (ترس) و اسلام‌ستیزی (خصومت) استفاده می‌شود. در اسکاندیناوی واژه‌ای به معنای نفرت از مسلمانان به کار می‌رود.
هنگامی‌که تبعیض در برابر مسلمانان با تأکید بر وابستگی و هواخواهی مذهبی شکل گرفت، واژه‌های ضداسلام‌گرایی، ضد مسلمانی و ضد مسلمانان به جای مسلمان هراسی پدیدار شد و به افرادی که برای مسلمانان تبعیض قائل می‌شوند در کل اسلام هراس، ضد مسلمان، فعال ضداسلام، ضد پیروان محمد با نوشتاری گوناگون می‌گویند درحالی‌که کسانی که توسط فرقه‌ها یا احزاب خاص تشویق به اینکار شدند ضد مسجد، ضد شیعه (شیعه هراس)، ضد صوفی گرایی (صوفی هراس) و ضد سنی (سنی هراس) گفته می‌شود.